# Карійська мова
Карійська мова — мова карійців, древнього народу, що населяв узбережжя Анатолії. Належить до вимерлої анатолійської групи індоєвропейських мов. Усередині цієї групи була ймовірно ближче до лікійської, ніж до лідійської.
Характерною інновацією карійської мови у порівнянні з іншими анатолійськими мовами було відпадення покажчика номінатива -s та його заміна на нульовий покажчик. Карійськім іменам властиві кілька унікальних суфіксів.